# Zollvereinsländischer Eisenhütten- und Bergwerksverein
Der Zollvereinsländische Eisenhütten- und Bergwerksverein, ab 1858 Zollvereinsländischer Eisenhüttenverein, später Zollvereinsländischer Hüttenverein, war ein Wirtschaftsverband der deutschen Schwerindustrie. Auf Betreiben von Wilhelm Oechelhäuser und Wilhelm Lueg 1852 gegründet und bald in Düsseldorf ansässig, war er ihre erste schutzzollorientierte Organisation. 1858 spaltete sich eine Gruppe von Bergwerksbesitzern als Verein für die bergbaulichen Interessen im Oberbergamtsbezirk Dortmund von ihm ab. 1874, nach dem Gründerkrach, ging der ab 1870 kaum noch aktive Verein auf Initiative von William Thomas Mulvany als „Rheinisch-Westfälisch-Nassauische Gruppe“ bzw. „Nordwestliche Gruppe“ im Verein Deutscher Eisen- und Stahlindustrieller auf.

## Aufgaben
Mit der Gründung des Deutschen Zollvereins war in den 1830er Jahren unter Führung Preußens ein großer deutscher Binnenmarkt entstanden, der die Industrialisierung in Deutschland maßgeblich begünstigte. In diesem Binnenmarkt lag es im wirtschaftlichen Interesse der sich entwickelnden Bergbau- und Eisenindustrie, dass auswärtige Produkte einem so hohen Einfuhrzoll unterlagen, dass sie die heimischen Erzeugnisse nicht unterbieten konnten. Um dieses Interesse an Protektionismus gegenüber den Regierungen der Staaten des Zollvereins, insbesondere der preußischen Regierung, wirksam zu vertreten, bildete sich 1852 auf Betreiben von Wilhelm Oechelhäuser, der die zollvereinsländische Beratungskommission zur Londoner Industrieausstellung 1851 geleitet und eine „Denkschrift über den Vertrag des Zollvereins mit Belgien und die Lage der vereinsländischen Eisenindustrie“ verfasst hatte, der Zollvereinsländische Eisenhütten- und Bergwerksverein, dem in den Folgejahren weitere Betriebe der Schwerindustrie beitraten. Bis 1867 gehörten ihm „fast sämtliche Eisenhütten von Rheinland-Westfalen sowie vereinzelte Hütten der Provinz Hannover, in Braunschweig und dem Königreich Sachsen“ an. An dem Zusammenschluss wirkte neben Oechelhäuser, der die Geschäftsführung wahrnahm, auch Wilhelm Lueg von der Hüttengewerkschaft und Handlung Jacobi, Haniel & Huyssen mit. Später übernahm Lueg das Präsidium des Vereins, nach dessen Tod führte ihn Nikolaus Druckenmüller.
Nach einer am 19. Mai 1852 in Düsseldorf veranstalteten Gründungsversammlung, auf der die Statuten ausgearbeitet wurden, sah sich dieser Verein vor folgende Hauptaufgaben gestellt:
- Erhaltung des Zollvereins
- Erhaltung der „bestehenden normalen Eisenzölle“
- Beseitigung der „noch bestehenden Hemmnisse des Bergbaus“
- Verbesserung der bisherigen Kommunikationsmittel, Erniedrigung der Frachttarife und Hinwirkung auf Verhältnisse, „die eine Verminderung der Produktionskosten des Eisens herbeizuführen geeignet sind und damit die Eisenindustrie befähigen, in der Zukunft auch eine Herabsetzung der Eisenzölle ertragen zu können.“[6]